# حامد حق شناس
حامد حق‌شناس (انگلیسی: Hamed Haghshenas زاده ۳ فروردین ۱۳۷۳ اصفهان) تکواندوکار ایرانی می‌باشد. مدال طلای بازی‌های پارآسیایی هانگژو چین ۲۰۲۳ از مهم‌ترین مدال‌های این ورزشکار است.وی همچنین دارنده مدال طلای مسابقات جهانی ۲۰۲۱ استانبول ترکیه می‌باشد.